# Osiek Mały (województwo wielkopolskie)
Osiek Mały – wieś w Polsce, położona w województwie wielkopolskim, w powiecie kolskim, w gminie Osiek Mały. W latach 1975–1998 miejscowość administracyjnie należała do województwa konińskiego. Miejscowość jest siedzibą gminy Osiek Mały.
Wieś położona 10 km na północ od Koła przy drodze lokalnej do Sompolna.

## Ogólne informacje
Osiek Mały ma krótszą metrykę historyczną od sąsiedniego Osieka Wielkiego. Pierwsza wzmianka o jej istnieniu pochodzi bowiem dopiero z 1513 r. Obecnie wieś stanowi zaplecze usługowo-handlowe dla rolniczej okolicy. Znajduje się tutaj niewielki park (1,3 ha), którego drzewostan tworzą głównie: świerki, brzozy, dęby i modrzewie. W parku dwór z połowy XIX wieku (obecnie Urząd Gminy) o skromnych cechach klasycystycznych.
W czasie kampanii wrześniowej stacjonował tu III/3 dywizjon myśliwski.

## Sport
W gminie działa klub piłkarski GKS Osiek Wielki oraz GKS Osiek Mały /Łuczywno. Zespół seniorów pierwszej drużyny  występuje na boiskach konińskiej A-klasy, zespół seniorów drugiej drużyny występuje w konińskiej B-klasie. 